# Балев-э-Бюц
Бале́в-э-Бюц (фр. Balaives-et-Butz) — коммуна во Франции, находится в регионе Шампань — Арденны. Департамент — Арденны. Входит в состав кантона Флиз. Округ коммуны — Шарлевиль-Мезьер.
Код INSEE коммуны — 08042.
Коммуна расположена приблизительно в 195 км к северо-востоку от Парижа, в 85 км севернее Шалон-ан-Шампани, в 11 км к югу от Шарлевиль-Мезьера.

## Население
Население коммуны на 2008 год составляло 235 человек.
| 1962 | 1968 | 1975 | 1982 | 1990 | 1999 | 2008 |
| ---- | ---- | ---- | ---- | ---- | ---- | ---- |
| 144  | 178  | 181  | 200  | 216  | 207  | 235  |

## Экономика
В 2007 году среди 146 человек в трудоспособном возрасте (15—64 лет) 110 были экономически активными, 36 — неактивными (показатель активности — 75,3 %, в 1999 году было 66,7 %). Из 110 активных работали 106 человек (57 мужчин и 49 женщин), безработных было 4 (2 мужчин и 2 женщины). Среди 36 неактивных 17 человек были учениками или студентами, 13 — пенсионерами, 6 были неактивными по другим причинам.

## Фотогалерея

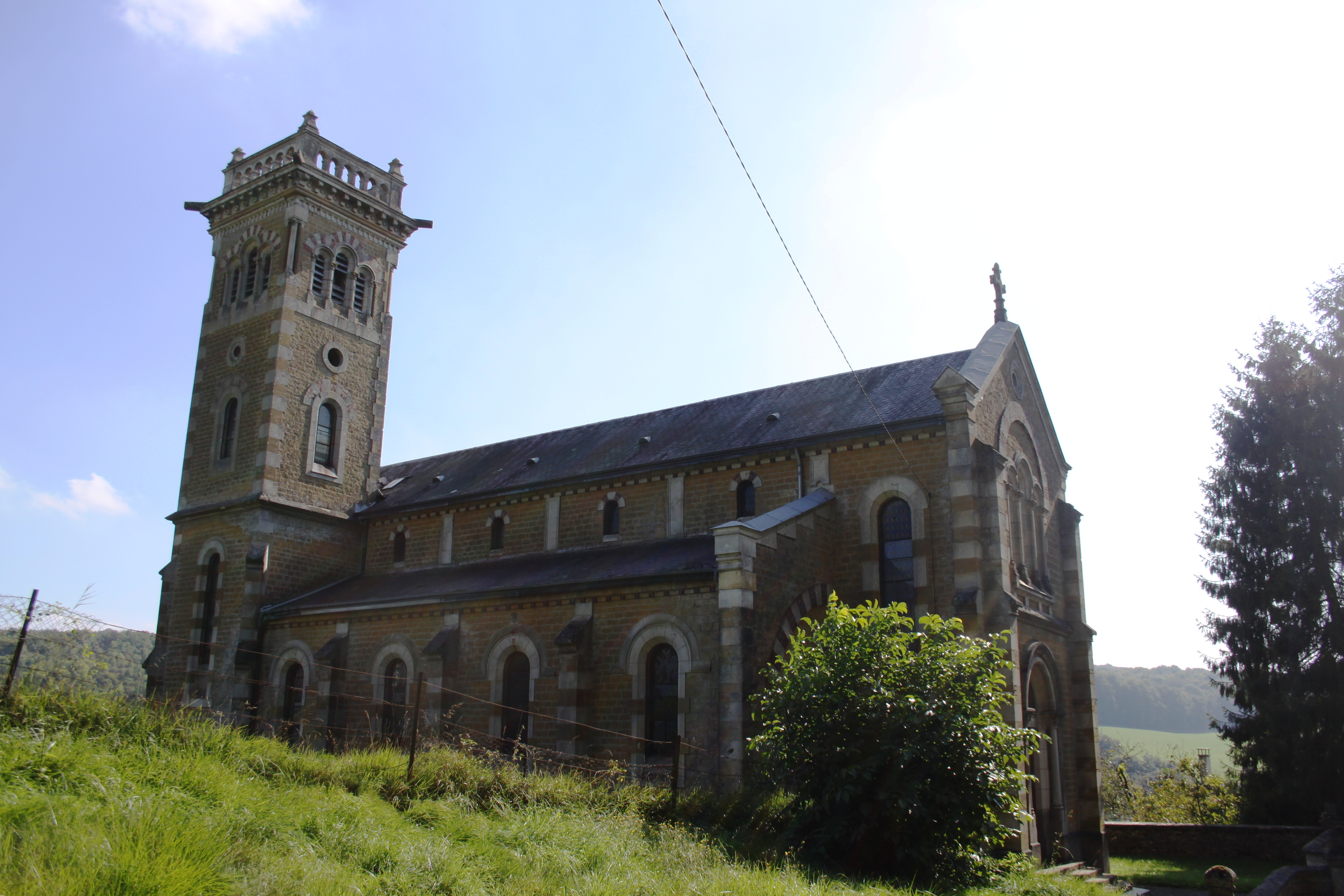
Церковь Св. Петра в оковах
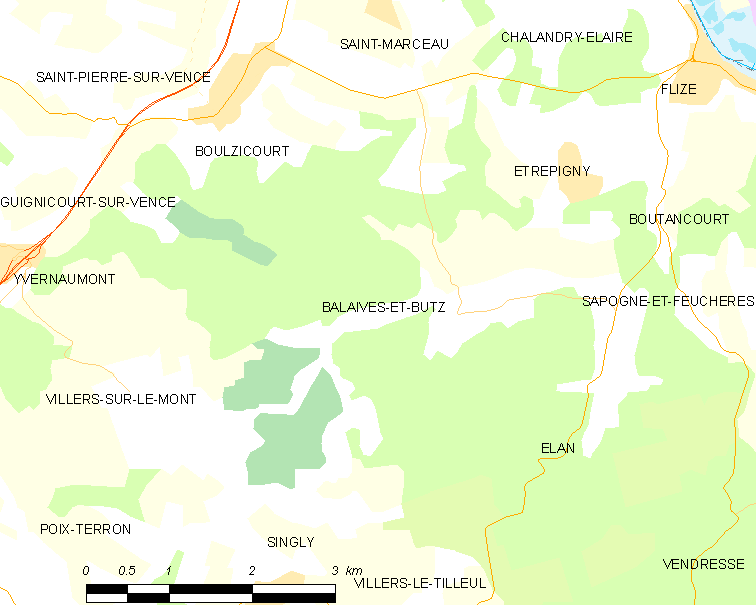
Карта коммуны